# Особисте життя
Особисте життя — це особлива частина приватної сфери людської життєдіяльності, яка полягає в різноманітних відносинах, стосунках, явищах, подіях і таке інше, що не мають публічного значення, визначається і регулюється самою особою.
Закон трактує особисте життя (поряд із сімейним життям) частиною приватного життя.